# مایلز جفری
مایلز جفری (به انگلیسی: Myles Jeffrey) (زاده ۵ اکتبر ۱۹۹۰) بازیگر آمریکایی است.
از فیلم‌های معروف او می‌توان به بازی در سریال نسخه اولیه اشاره کرد.